# Daniel Soutif
Daniel Soutif, né en 1946, est un critique et historien d'art, directeur d'institutions culturelles et commissaire d'expositions français. Il est également musicologue, spécialisé dans le jazz.

## Papiers journal
Daniel Soutif nait le 19 août 1946 à Paris. Agrégé de philosophie en 1970, il enseigne au Lycée Mansart de St-Cyr l’École de 1972 à 1993. En parallèle, il consacre une part de son temps au journalisme, dans ses deux domaines de prédilection : le jazz dans un premier temps, puis l'art contemporain. Il collabore régulièrement à Jazz Magazine à partir de 1973 pour des critiques de disques, de nombreux entretiens (Cecil Taylor, Dave Brubeck, Art Blakey), des comptes-rendus de concerts et de festivals. À partir de 1981, il rejoint le quotidien Libération dont il sera un collaborateur régulier jusqu'en 1994. Il publie d'abord des articles sur le jazz, puis il rejoint l'équipe de journalistes en charge de l'art contemporain. 
Il se lie à cette époque aux principales figures de l'Arte Povera italien, les artistes Michelangelo Pistoletto, Luciano Fabro, le critique Germano Celant, et aussi le trompettiste de jazz Enrico Rava. Il devient de facto un spécialiste français de l'art contemporain italien, et produit de 1981 à 1994 l'émission hebdomadaire Parigi espresso pour la station de radio généraliste italienne Radio Tre (RAI). À Paris, il fréquente les artistes Daniel Buren et Bertrand Lavier, collabore au mensuel américain d'art contemporain Artforum, et multiplie les articles de catalogues et de revues d'art. Cette forme d’expression représente d'ailleurs l'essentiel de sa considérable production écrite, comme en témoigne la longue liste de ses articles, pourtant sélective, que l'on trouve sur le site des Archives de la Critique d'art.    
Comme pour conclure cette période d'enseignement et d'écriture, Daniel Soutif publie coup sur coup en 1994 deux livres : le premier, Papiers Journal : chroniques d'art 1981-1993, est une anthologie de ses contributions à Libération, tandis que le second, Voyages immobiles, rassemble une série de fictions écrites dans le cadre de divers catalogues d'expositions d'art contemporain. Comme le signale l'auteur dans son avant-propos à Papiers Journal, citant le critique Clément Greenberg, il fait partie de ces critiques d'art « qui se sont éduqué eux-mêmes en public. »

## Dans l'Institution
En octobre 1990, Daniel Soutif est nommé rédacteur en chef des Cahiers du Musée national d'art moderne du Centre national d'art et de culture Georges Pompidou. Il garde ce poste jusqu'en mars 1994. Fondée en 1979, cette revue scientifique trimestrielle éditée par les Éditions du Centre Pompidou  publie des essais inédits d'auteurs confirmés, des travaux de jeunes chercheurs, des textes historiques, ainsi que des analyses de l'actualité culturelle internationale. Christophe Viard résume ainsi la ligne éditoriale défendue par Daniel Soutif : « Les numéros des Cahiers du Musée national d’art moderne qu’il conçoit en tant que rédacteur en chef de 1990 à 1994 reprennent cet intérêt pour dire et montrer ce que l’art donne à voir et ce que les mots donnent à entendre. Des livraisons dédiées à la peinture ou la photographie aux actes des colloques consacrés à Nelson Goodman [1991] et Clement Greenberg [1993], leur originalité ne reflète pas tant la variété de sujets remarquables, ni la qualité de contributions exceptionnelles, qu’elle ne rejoint l’engagement artistique de Soutif à communiquer à chacun le désir d’aller voir et penser par soi-même. Soit de donner au lecteur-regardeur les moyens de sa liberté : comme il se doit en matière d’art, conclut-il au terme d’un éditorial, c’est à ce dernier de juger. »

### Développements culturels (1993-2000)
En 1992 l'organisation interne du Centre Pompidou connaît de grands bouleversements. L'un des départements constitutifs du Centre, Le Musée national d'art moderne (MNAM), absorbe l'autre, le Centre de Création industrielle (CCI), réduit désormais à trois services intégrés au Musée (les services architecture, design et prospective industrielle), et dont la vocation s'oriente alors vers le patrimonial. Pour  préserver l'identité pluridisciplinaire qui fait l'originalité de l'institution, le président Dominique Bozo crée alors une nouvelle entité, le Département du Développement Culturel (DDC), qui fédère dans un premier temps les services existants du Centre relevant de la parole (colloques, conférences, débats), de l'édition, de la production audiovisuelle documentaire et de la pédagogie. En mars 1993, il choisit Daniel Soutif pour diriger, organiser et faire vivre le nouveau département. 
En 1998, au terme d'un premier mandat de cinq ans renouvelé pour trois nouvelles années, Daniel Soutif mène à la demande du président Jean-Jacques Aillagon une réorganisation du Département qui puisse lui permettre de mieux répondre à sa vocation : « rassembler, croiser et diffuser les arts et les disciplines qui font la culture du XXe siècle » comme l'indique Bernadette Dufrêne dans son histoire du Centre Pompidou. Les compétences du DDC s'étendent désormais au spectacle vivant, au cinéma, et surtout aux expositions pluridisciplinaires, dans lesquelles Daniel Soutif souhaite impliquer toutes les composantes du Centre Pompidou : DDC, Musée, Bibliothèque, IRCAM. Le Centre Pompidou, qui fête alors ses vingt ans d'existence, s'apprête à fermer pour travaux, avec une réouverture prévue au 1er janvier 2000. La date est symbolique, à l'orée du millénaire, et c'est le DDC qui est chargé d'organiser l'exposition de réouverture : « En juillet 1997, indique Daniel Soutif à Libération, peu avant la fermeture pour les travaux, lorsque la question de la future réouverture du Centre s'est posée de façon cruciale, j'ai proposé une programmation sur trois ans, dont la première exposition était Le Temps, vite.»

### Le Temps, vite!(2000)
L’exposition Le Temps, vite!, première expérience de commissariat pour Daniel Soutif, première exposition après la fermeture du Centre Pompidou pour rénovation de 1997 à 1999, ouvre le 17 janvier 2000, année marquée par des célébrations millénaires au niveau national dont l’exposition est un des temps forts. Le Temps, vite ambitionne également de réaffirmer le projet pluridisciplinaire des origines du Centre : « La restructuration de ses départements, réalisée au cours des deux dernières années, permet au Centre Pompidou de réaffirmer sa vocation pluridisciplinaire en lui donnant une dimension nouvelle. Sa programmation d’expositions en témoigne. […] L’exposition inaugurale Le Temps, vite!, à laquelle collaborent tous les départements, est la première démonstration de cette programmation, par les nouveaux passages qu’elle suscite entre sciences, techniques, arts et vie quotidienne. » Daniel Soutif explicite ainsi son projet : « (...) [O]n a voulu, à l’occasion du passage du siècle et du millénaire, consacrer une grande exposition, destinée à examiner les mutations de notre rapport au temps sous l’effet de l’accélération toujours plus rapide des divers types de vitesses, mais qui reviendrait aussi sur les données fondamentales de toute réflexion sur la temporalité – le ciel et la subjectivité, l’irréversibilité – et aborderait également certains thèmes anthropologiques qui lui sont liés, comme les rythmes calendaires, le travail ou le loisir. » 
Relevant le défi de mettre en espace quelque chose qui « ne se voit, ni ne s’entend », comme l'indique Daniel Soutif dans le catalogue, l'exposition présente « Le temps dans tous ses états : sa perception, sa représentation, sa mémoire, son organisation, son usage. (...) [D]écoupée en douze sections, [Elle] commence dans la pénombre, souvenir de l'époque où l'observation du mouvement des astres et du ciel étoilé de la nuit était primordiale, [et] se termine en pleine lumière pour marquer le rythme humain fondamental du passage de la nuit au jour. Quatre cents œuvres, dont une clepsydre égyptienne (Ier siècle avant J.C.), des horloges au césium, en passant par des œuvres de Nam June Paik (Moon is the oldest T.V.), des autoportraits d'artistes (Boltanski, Warhol), la lecture intégrale de La Recherche du temps perdu de Proust par des écrivains actuels, composent un parcours plus proche d'une véritable expérience que d'un simple accrochage. » 
Une expérience qui confronte des objets techniques de toutes les époques et toutes les civilisations - un os gravé néolithique, la fameuse Machine d'Anticythère, un rarissime calendrier maya, des vanités de Picasso et de plusieurs artistes, classiques et méconnus (Cornelis Gysbrechts) ou contemporains, de Cindy Sherman à Philip Guston, une bibliothèque en accès libre remplie d'ouvrages littéraires, scientifiques et philosophiques dédiés au Temps, une vague sonore balayant l'espace de l'exposition, commandée au compositeur Heiner Goebbels. Bref, selon la Presse, « Une masse de savoirs et de données encyclopédiques, hors genre, cherchant avant tout à provoquer les rencontres les plus incongrues. » La critique reste quelque peu désarçonnée par la proposition multiple et complexe imaginée par Daniel Soutif, comme Catherine Millet le résume ainsi dans Artpress : « (...) si Le Temps, vite est un bilan des manières dont l’humanité a pensé, subi, mesuré, occupé le temps, il ne dégage vraiment aucun débat philosophique. »
En janvier 2001, à la fin de ses deux mandats et de ses huit années à la tête du Département du Développement Culturel du Centre Pompidou, ayant géré les deux itinérances de l'exposition Le Temps, vite, à Rome et à Barcelone, Daniel Soutif laisse la place à Dominique Païni, l'ancien directeur de la Cinémathèque française. 

### Période Italienne (2002-2006)
En 2002, Daniel Soutif prend en charge le second volet d'une grande exposition italienne produite par la région de Toscane Continuità. Arte in Toscana, à Florence, Pistoia et Prato. Consacrée aux années 1969-1989, années d'expérimentations et d'utopies, l'exposition de Pistoïa met en lumière une création d'une vitalité aussi étonnante que mal connue du monde de l'art, malgré la visibilité internationale acquise par l'Arte Povera. 
L'année suivante, Daniel Soutif prend la suite du critique d'art italien Bruno Corà, à la tête du Centro per l'arte contemporanea Luigi Pecci de la ville industrielle de Prato. Soutif décide de mener dans ce Centre d'art financièrement fragile, empêtré dans les complexités florentines de la politique locale, « une petite révolution interne. (...)  [une] nouvelle disposition des espaces d'exposition du musée, la création d'un deuxième Espace Collection (...) et l'établissement de trois départements distincts dédiés respectivement aux expositions, à l'activité culturelle (...) [et] à la collection pour laquelle une base de données électronique spéciale a été adoptée. » Il mène également une politique d'expositions ambitieuse, présentant Wim Delvoye (2003-2004), Domenico Gnoli /Francesco Lo Savio (2004), Massimo Vitali (2004), Bertrand Lavier (2004-2005), Robert Morris (2005), Le Corbusier, un architecte et ses livres (2005). Daniel Soutif quitte ses fonctions au terme de son mandat, en décembre 2005, alors que le Centre d'art se trouve encore une fois menacé par l'inconstance des financements privés. Un entretien au Journal des Arts met en exergue sa propre conclusion : « Prato est trop petit pour un musée aussi grand. »

## Commissaire indépendant
Revenu (à tous les sens du terme) de ses aventures italiennes, et libéré de tout carcan institutionnel, Daniel Soutif consacre la fin des années 2000 à une série de projets plus personnels, et proches de ses prédilections de toujours, notamment une intervention sur le thème de l'art comme objet - titrée "Objectivités" - dans l'exposition collective La Force de l'Art, 15 points de vue sur l'art d'aujourd'hui présentée à Paris au Grand Palais, du 10 mai au 25 juin 2006.
Adepte des grandes synthèses non réductrices (c'est un oxymore), Daniel Soutif accepte également de diriger la rédaction d'un ouvrage de 600 pages, L'Art du XXe siècle, 1939-2022 : de l’art moderne à l’art contemporain édité par Citadelles et Mazenod. Dans une note biographique de 2006, Jean-Marc Poinsot indique à propos de Daniel Soutif : « Pour lui, l’art contemporain n’existe pas, ou "Tout art a été contemporain", comme l’annonce l’œuvre en néon de Maurizio Nannucci reproduite en introduction de L’Art du XXe siècle qu’il vient de diriger. »  Dans une critique de l'ouvrage parue dans la revue Critique d'art (n°27), Jean-Marc Poinsot précise : « Le regroupement d’auteurs proposé par Daniel Soutif, bien que représentatif de l’état du savoir en France et en Italie (...) témoigne d’une grande diversité de points de vue. L’élargissement très appréciable de cette histoire à l’architecture, au design, à la performance, à la vidéo et au graphisme (...), se complète par une ouverture aux problématiques du genre (...) et de l’art post-colonial (...), avec par ailleurs une attention particulière à la photographie (...) et aux installations musicales (...). Préparé depuis quelques années, cet ouvrage est la conclusion du XXe siècle et non la réécriture de son histoire, des ruptures et des questions qui l’ont traversé.(...) Le parcours proposé, bien que scandé par des titres de chapitres qualifiant des courants et mouvements n’est pas focalisé sur les artistes comme individualités irréductibles, ni réduit aux courants et mouvements documentés en annexe. C’est un ouvrage complet et nuancé écrit par des spécialistes qui témoignent avec distance des débats et qui affirment leurs choix par des comparaisons mesurées. »

### Le siècle du Jazz(2008-2009)
« Si je cultivais le goût pour le jazz et pour les arts plastiques, c’était de manière très séparée. C’est à partir des années 90 que j’ai commencé à avoir cette idée de les rejoindre dans une expo. Donc cette exposition aurait pu se faire dans ces années-là mais j’étais alors directeur au Centre Pompidou et pas forcément disponible pour cela. D’ailleurs cela n’aurait pas été mon rôle. Mais dès que j’ai été libéré de cette position institutionnelle je me suis senti plus libre de m’y atteler. » L'exposition Le Siècle du jazz est donc une œuvre de longue haleine. Elle est tout d'abord présentée en Italie, à Rovereto, au Museo di arte moderna e contemporanea di Trento e Rovereto (MART), du 15 novembre 2008 au 15 février 2009 ; puis à Paris, du 16 mars au 28 juin 2009, au Musée des arts premiers du Quai Branly ; et enfin à Barcelone, au Centre de Cultura Contemporània de Barcelona (CCCB), du 21 juillet au 18 octobre 2009. 
Le titre complet de l'exposition, Le siècle du jazz : art, cinéma, musique et photographie de Picasso à Basquiat, indique à la fois son principe multidisciplinaire et son organisation chronologique. « Mon propos, explique Daniel Soutif, a été d’essayer de chercher à comprendre comment durant son existence, qui est grosso modo longue d’un siècle, le jazz a pu être une sorte de fermement, de virus, de catalyseur qui a engendré des phénomènes vraiment significatifs sur les champs non musicaux de la culture aussi bien américaine qu’européenne (...). » Six grands thèmes chronologiques structurent le parcours : "Archéologie du jazz", "L'âge du jazz (1917-1930)", "L'ère du swing (1930-1939)", "Temps de guerre (1939-1945)", "Be-bop (1945-1960)", "Révolution free (1960-1980)", "Époque contemporaine (1980-2002)". Des œuvres de Picasso, Léger, Van Doesburg, Mondrian, Kupka, Matisse, Dubuffet, Warhol, Pollock, Basquiat, côtoient affiches, programmes, tirages photographiques, partitions, pochettes de disques, bandes dessinées, extraits de films, vidéos et extraits musicaux, soit près de 1000 œuvres permettant de suivre l'évolution du jazz depuis l'origine, et percevoir ses échos diffractés dans toutes les formes d'art.  
Presque simultanément, du 14 octobre 2009 au 22 février 2010, Daniel Soutif montre au Museo Reina Sofía de Madrid une exposition à mille lieues de la surabondance labyrinthique du Siècle du Jazz : une toute première rétrospective complète de l'art de it:Francesco Lo Savio, peintre et sculpteur italien aussi capital que méconnu, considéré aujourd'hui comme un des précurseurs majeurs du minimalisme américain et de l'art conceptuel.

### The Color Line(2016)
Travaillant sur l'exposition Le Siècle du Jazz, Daniel Soutif découvre un pan largement méconnu de la création américaine dans le domaine des arts visuels, notamment en Europe : les œuvres des artistes noirs. Des artistes très divers, qui ont en commun l'expérience de la ségrégation, qu'ils affrontent directement ou de façon oblique dans leur art. Métaphore courante de discrimination raciale aux États-Unis, cette "Color line" donne son titre à l'exposition présentée du 4 octobre 2016 au 15 janvier 2017 au Musée du quai Branly-Jacques Chirac.  
The Color Line, Les artistes africains-américains et la ségrégation, propose ainsi une relecture de l’Histoire de l'art américain, à travers plus de 600 pièces, dont 213 œuvres de plus de 50 artistes. L'exposition se veut un hommage aux artistes africains-américains qui ont contribué, durant près d’un siècle et demi, à estomper cette "ligne de couleur", par leur action militante, par leur témoignage, ou simplement par leur simple existence d'artiste. Comme le précise Daniel Soutif, « il y a toutes les nuances en matière de militance. Prenez un artiste comme en:Norman Lewis, considéré aujourd’hui comme très important, il est dans la seconde partie de sa carrière un artiste abstrait, sa militance est en filigrane. Une artiste comme Elizabeth Catlett a pris clairement position pendant toute sa vie, elle s’exilera d’ailleurs elle aussi, pas en Europe mais au Mexique. Il n’y a pas un ton commun à tous ces artistes, il n’y a pas une manière unanime de se positionner aussi autour des questions artistiques, politiques et sociales. » 
À partir de la guerre de Sécession et l'abolition de l'esclavage, le parcours de l'exposition suit le cours de cette autre histoire américaine, associant aux œuvres d'art une abondante documentation et une série de salles thématiques (sur les héros sportifs noirs, les lynchages, le cinéma noir des années 192-1940 ...), indispensables pour saisir un contexte peu familier du public européen. Pour un Basquiat, largement connu et reconnu, les noms d'artistes comme Aaron Douglas, Archibald Motley, Palmer Hayden, Jacob Lawrence, Willam H. Johnson, Romare Bearden ou Bob Thompson restent largement ignorés de ce côté de l'Atlantique. « Cela fait déjà trente ou quarante ans qu’aux États-Unis les grands musées ont commencé de s’intéresser à eux : une réintégration de tous ces artistes dans les circuits officiels s’est peu à peu opérée. Un tel phénomène ne s’est pas encore concrétisé en Europe. »

## Expositions
- Paris, Centre Pompidou, Le temps, vite ![33], niveau 6, Galerie 1, du 13 janvier au 17 avril 2000.
- Rome, Palazzo delle esposizioni, Tempo! Viaggio nell’idea e nella rappresentazione del tempo[34], du 28 juillet au 23 octobre 2000
- Barcelone, Centre de cultura contemporania, Art i temps[35], du 28 novembre 2000 au 25 février 2001.
- Paris, Grand Palais, La Force de l’art, un nouveau rendez-vous avec la création en France, 15 points de vue sur l'art d'aujourd'hui, section « Objectivités »[36], du 10 mai au 25 juin 2006.
- Paris, Musée du quai Branly-Jacques Chirac, Le siècle du Jazz[37], du 17 mars au 28 juin 2009.
- Barcelone, Centre de cultura contemporania, El Siglo del Jazz[38], du 22 juillet au 18 octobre 2009
- Rovereto, Museo di arte moderna e contemporanea di Trento e Rovereto (MART), Il Secolo del Jazz, arte, cinema, musica e fotografia da Picasso a Basquiat[39], du 15 novembre 2008 au 15 février 2009.
- Madrid, Museo Nacional Centro de Arte Reina Sofía, Francesco Lo Savio[40], du 14 octobre 2009 au 22 février 2010.
- Paris, Musée du quai Branly-Jacques Chirac, The Color Line : les artistes africains-américains et la ségrégation[41], du 4 octobre 2016 au 15 janvier 2017.

## Principales publications
- Nelson Goodman et les langages de l'art, Les Cahiers du Musée national d'art moderne n°41, Éditions du Centre Pompidou, Paris, 1992, 166 pages (Directeur d’ouvrage)
- Clement Greenberg, Les Cahiers du Musée national d'art moderne n°45-46, Éditions du Centre Pompidou, Paris, 1993 (Directeur d’ouvrage).
- Papiers Journal : chroniques d'art 1981-1993[42], Jacqueline Chambon, Nîmes, 1994, 271 pages.
- Voyages immobiles[43], Nantes, Le Passeur, 1994. 167 pages[44].
- Le Temps, vite ! Le Journal, Catalogue. Paris, Éditions du Centre Pompidou, 2000.
- L’Art du XXe siècle 1939-2002. De l’art moderne à l’art contemporain[45], Paris, Citadelles et Mazenod, collection : L’art et les grandes civilisations, 631 pages (Directeur d’ouvrage).
- La Force de l’art : le catalogue, 1ère triennale[46], Paris, Centre national des arts plastiques, Réunion des Musées Nationaux, 2007. p.396-399. [Commissaire de la section « Objectivités »].
- Le siècle du Jazz[47]', Catalogue de l'exposition du Musée du Quai Branly, Paris, Skira et Flammarion, 2009. 446 pages (Directeur d’ouvrage).
- The Color Line : les artistes africains-américains et la ségrégation[48], Paris, Flammarion et Musée du Quai Branly-Jacques Chirac, octobre 2016. (Directeur d’ouvrage)
- Noire est la couleur[49]', film réalisé par Jacques Goldstein, coproduction Arte France, Les Films d’Ici, Bachibouzouk, 2016, 52 min.